# Må jeg få Deres Nummer, Frøken?
Må jeg få Deres Nummer, Frøken? er en amerikansk stumfilm fra 1920 af Hal Roach.

## Medvirkende
- Harold Lloyd
- Mildred Davis som Florelle
- Snub Pollard
- Gus Leonard som King Louis XIVIIX
- Noah Young som Nichola Throwe